# Diana Chelaru
Diana Chelaru (Onești, Romania, 15 d'agost de 1993) és una gimnasta artística romanesa, medallista olímpica (bronze) a Londres 2012 en el concurs per equips, i subcampiona del món en l'exercici de sòl a Rotterdam 2010.
Al Campionat Mundial celebrat en Rotterdam en 2010 va guanyar la plata en l'exercici de sòl, quedant solament per darrere de l'australiana Lauren Mitchell i empatada a punts amb la russa Aliya Mustafina.
Als Jocs de Londres 2012, aconsegueix la medalla de bronze al concurs d'equips, quedant després de les nord-americanes i les russes.